# Иенаши (церковь)
Церковь пророка Ионы в Иенаши (груз. იენაშის იონა წინასწარმეტყველის ეკლესია), также известная как Иан (ჲან) на сванском языке, — средневековая грузинская православная церковь в высокогорной северо-западной грузинской исторической области Верхняя Сванетия. Ныне эта местность входит в Местийский муниципалитет, мхаре Самегрело-Верхняя Сванетия. Церковь построена где-то между XII и XIV веками, но содержит детали, характерные для более ранней грузинской архитектуры, имея полуоткрытый придел, деамбулаторий, заканчивающийся в апсиде, лежащей к востоку от главного нефа здания. Церковь внесена в список недвижимых памятников культуры национального значения Грузии.

## Расположение
Церковь пророка Ионы расположена в селе Иенаши, на высоте 1360 м над уровнем моря, относясь к Латалинской территориальной единице Местийского муниципалитета, в предгорьях Большого Кавказа. Эта часть Сванетии была известна в XIX веке как Вольная Сванетия. Современные церкви письменные источники, свидетельствующие о строительстве или истории Иенаши отсутствуют. Церковь и предметы, сохранившиеся в ней, впервые были подробно описаны исследователем Эквтиме Такаишвили во время его экспедиции в Сванетию в 1910 году.

## Архитектура
Церковь Иенаши возведена из равномерно вырезанных известняковых блоков. Она представляет собой зальный храм с деамбулаторием, окружающим её с трёх сторон и заканчивающимся в апсиде на восточной стороне. Внутренне пространство разделено на травеи парой двухступенчатых пилястр, которые поддерживают сводчатую арку. Церковь освещается окнами, вырезанными в апсиде алтарной части и в центре западной стене. Окно в южной стене заблокировано внешней пристройкой, прикреплённой к ней. Арочные ниши обрамляют окно в апсиде. В церковь ведут два входа: с южной и западной стороны. Храм обладает двумя пристройками: арочными внутри и покрытыми архитравами на внешней стороне. Фасады почти не украшены каменной кладкой. Здание церкви базируется на двухступенчатом цоколе и увенчано ярко выраженным карнизом.
Интерьер церкви украшен серией фресок, но они сильно повреждены. Их стиль можно охарактеризовать как местную интерпретацию поздневизантийского палеологического искусства. На них изображены Христос, его крестный путь, цари Давид и Соломон, пророк Иона с китом, святые Пётр и Павел, Отцы Церкви и неизвестная царственная особа, вероятно Константин I, правивший Имерети в 1293—1327 годах.
В церкви раньше хранилось множество уникальных предметов. Некоторые из них были утеряны в результате серии краж со взломом, другие были восстановлены и переданы на хранение в Музей истории и этнографии Сванети в Местиа. Среди этих реликвий были Евангелие Иенаши (грузинская рукопись XIII века), а также иконы с позолоченными и серебряными элементами и кресты из драгоценных металлов, один из которых является итальянским XIII—XIV века.